# Lapoblación
Lapoblación es un municipio compuesto español de la Comunidad Foral de Navarra, situado en la Merindad de Estella, en el histórico valle de Aguilar, y en la comarca de Estella Occidental y a 106 km de la capital de la comunidad, Pamplona. Cuenta con una población de 126 habitantes (INE 2024).
El municipio está compuesto por dos concejos: la villa de Lapoblación y el lugar de Meano. Actualmente Meano es el más poblado y ejerce como capital (donde está la sede municipal), siendo el Lapoblación más pequeño aunque dé nombre al municipio. Obedece a motivos históricos, puesto que antiguamente, al contrario que en la actualidad, Meano era un lugar incluido dentro de la villa de Lapoblación.
Es el municipio más occidental de Navarra estando su término limitado en 3/4 partes por Álava (Bernedo, Cripán, Yécora y Oyón).

## Toponimia
El nombre de Lapoblación es de origen romance y transparente en su significado etimológico: 'la población' (el pueblo o el núcleo de población). Fue probablemente una fundación medieval y como tal, recibió el nombre de parte del fundador. En ese sentido, Lapoblación no difiere en su nombre demasiado de otras fundaciones medievales navarras de la zona, como Laguardia o Labastida.
En el siglo XIX el concejo formado por ambos pueblos era conocido como La Población y Meano. Una vez constituido como municipio pasó a ser conocido únicamente como La Población o Lapoblación, siendo este último nombre el que acabó prevaleciendo.
En la actualidad se suele utilizar el nombre compuesto Lapoblación-Meano para el municipio, aunque no tiene carácter oficial.

## Símbolos
El escudo de armas del municipio de Lapoblación tiene el siguiente blasón:

 Cortado: 1.º de oro y dos corazones de sable afrontados. 2.º de gules y una estrella de oro de ocho puntas.

## Geografía
Lapoblación está situado en la parte occidental de la Comunidad Foral de Navarra dentro de la región geográfica de la Zona Media de Navarra o Navarra Media y la comarca geográfica de Tierra Estella a una altitud 960 m s. n. m. Su término municipal tiene una superficie de 20,65 km² y limita al norte con los municipios de Bernedo en la provincia de Álava y la comunidad autónoma del País Vasco y Marañón, al este con los de Oyón y Labraza (ambos en Álava), y Aguilar de Codés, al sur con los de Oyón y Yécora (ambos en Álava) y al oeste con los de Cripán y Lanciego (ambos en Álava).

## Historia
El municipio está situado junto a un paso natural, el puerto de La Horca, de Bernedo o de la Aldea (es conocido bajo estos tres nombres). Este paso se abre entre la Peña del Castillo y la Peña de Lapoblación (llamada también El León Dormido) y ha permitido desde la antigüedad atravesar el cresterio rocoso de la sierra de Cantabria y poner en comunicación la Rioja Alavesa (valle del Ebro) con la Montaña Alavesa.
Debido a esa ubicación, se han hallado vestigios de presencia humana bastante antiguos en el municipio, como restos de sílex y de cerámica, que demostrarían la presencia humana en la Edad del Hierro y en la Época Romana.
Las primeras menciones escritas del municipio de Lapoblación datan del siglo XII. En un documento de 1105-09 aparece mencionado el monasterio de San Andrés Apóstol de Ponicastro, vinculado al Castillo de Punicastro. Algunos historiadores ubican esta fortaleza en Lapoblación, sobre la Peña del Castillo, aunque está más extendida la teoría que ubica dicho castillo en Torralba del Río.
La primera mención escrita de Meano aparece en los fueros de la villa de Marañón, siendo uno de los pueblos que marcan los límites de esta villa. Es un documento del siglo XII, aunque no se sabe su fecha exacta, siendo posiblemente de entre 1121 y 1134 dado que fueron fueros concedidos por el rey Alfonso el Batallador.

## Demografía
Lapoblación cuenta con una población de 126 habitantes (INE 2024).
| Gráfica de evolución demográfica de Lapoblación entre 1842 y 2021                                                   |
| |
| Población de derecho según los censos de población del INE Población de hecho según los censos de población del INE |

### Núcleos de población
El municipio se divide en los siguientes entidades de población, según el nomenclátor de población publicado por el INE (Instituto Nacional de Estadística). Los datos de población se refieren a 2014.
| Entidad de Población | Población (2014) |
| -------------------- | ---------------- |
| Lapoblación          | 31               |
| Meano                | 110              |

## Administración y política
| Partido político                                                  | 2015  | 2015       | 2011  | 2011       | 2007  | 2007       | 2003  | 2003       | 1999  | 1999       | 1995  | 1995       | 1991 | 1991       |
| Partido político                                                  | %     | Concejales | %     | Concejales | %     | Concejales | %     | Concejales | %     | Concejales | %     | Concejales | %    | Concejales |
| Agrupación Independiente de Lapoblación-Meano (AILM)              | 65,26 | 4          | 56,18 | 4          | 50,45 | 4          | 48,53 | 2          | 37,6  | 1          | —     | —          | —    | —          |
| Agrupación Electoral Independiente de La Población-Meano (AEILPM) | 23,16 | 1          | —     | —          | —     | —          | —     | —          | —     | —          | —     | —          | —    | —          |
| Partido Popular (PP)                                              | 3,16  | 0          | 14,61 | 1          | —     | —          | —     | —          | —     | —          | —     | —          | —    | —          |
| Unión del Pueblo Navarro (UPN)                                    | —     | —          | —     | —          | 42,34 | 1          | 42,65 | 3          | 56,00 | 4          | 15,00 | 0          | 11,2 | 0          |
| Agrupación Independiente Meano (AIM)                              | —     | —          | —     | —          | —     | —          | —     | —          | —     | —          | 70,00 | 5          | —    | —          |
| Independientes                                                    | —     | —          | —     | —          | —     | —          | —     | —          | —     | —          | —     | —          | 71,2 | 5          |